# Jeff Bregel
Jeffrey Bryan Bregel (Redondo Beach, 1º maggio 1964) è un ex giocatore di football americano statunitense che ha giocato nel ruolo di offensive guard per tutta la carriera per i San Francisco 49ers della National Football League (NFL) vincendo due Super Bowl. Al college ha giocato a football alla University of Southern California.

## Carriera
Dopo una carriera da All-American nel college football, Bregel fu scelto nel corso del secondo giro (37º assoluto) del Draft NFL 1987 dai San Francisco 49ers. Con essi disputò tre stagioni vincendo due Super Bowl consecutivi nel 1988 e 1989. Si ritirò dopo quest'ultima vittoria con 21 presenze, di cui tre come titolare.

## Palmarès

### Franchigia
- Super Bowl : 2

San Francisco 49ers: XXIII, XXIV
- National Football Conference Championship: 2

San Francisco 49ers: 1988, 1989

## Statistiche
| Partite totali      | 21 |
| Partite da titolare | 3  |